# Accident (film din 1977)
Accident este un film de acțiune românesc din 1977, regizat de Sergiu Nicolaescu. Rolurile principale sunt interpretate de actorii Vladimir Găitan, Elena Bodeanu, George Mihăiță, Ileana Popovici, Dan Ivănesei, Ștefan Mihăilescu-Brăila, Amza Pellea, Colea Răutu și Sergiu Nicolaescu.
Filmul relatează urmărirea timp de șapte zile de către miliție a unui tânăr hoț de autoturisme, care săvârșește succesiv un șir de delicte penale care-i agravează culpa. Echipa de ofițeri de miliție care este pe urmele lui reușește în final să-l prindă.

## Rezumat
Într-o seară ploioasă de la un sfârșit de săptămână, tânărul Tudor Cuceanu (George Mihăiță) și prietenii săi Dan Edu (Dan Ivănesei) și Maria Antoniu (Ileana Popovici) se întorc spre București cu un automobil Opel Kadett de culoare roșie. Mașina gonește cu viteză mare, iar înăuntru muzica este dată la maxim. Din cauza lipsei de vizibilitate și a neatenției, Cuceanu lovește cu mașina o fetiță care încerca să traverseze strada. Accidentul are loc la Podul Băneasa și este semnalat imediat comandantului Direcției Miliției Judiciare (Colea Răutu). Fetița nu este grav rănită, dar Cuceanu nu oprește să-i acorde primul ajutor și fuge de la locul accidentului.
Semnalmentele mașinii sunt transmise de un colonel de miliție (Amza Pellea) către toate echipajele aflate în trafic. Opelul condus de Cuceanu este urmărit pe străzile Bucureștiului de mai multe mașini de miliție, încălcând pe parcurs mai multe reguli de circulație. Din cauza nopții, a carosabilului umed și a pericolului de noi accidente, colonelul de miliție dispune încetarea acțiunii și organizarea de filtre la ieșirile din oraș. Între Edu și Cuceanu izbucnește un conflict, autovehiculul se răstoarnă, iar Maria suferă o rană gravă la coloană, intrând în comă. Cei doi tineri părăsesc locul accidentului, după ce își șterg amprentele și iau din mașină orice act care i-ar putea identifica.
Ajunși la locul accidentului grav, maiorul Andrei Petria (Sergiu Nicolaescu) și lt. Ștefan Vlahu (Vladimir Găitan) încep cercetarea accidentului rutier. Fata aflată la spital în comă nu poate fi identificată, iar proprietarul mașinii, Stan Glamnicu (Ștefan Mihăilescu-Brăila), afirmă că mașina îi fusese furată cu o zi în urmă. Petria află că Glamnicu avusese un atelier de reparații auto pe Șoseaua Pipera, în apropiere de locul unde fusese găsit răsturnat automobilul. Maiorul bănuiește că proprietarul știe cine i-a luat mașina și dispune verificarea tuturor foștilor angajați ai lui Glamnicu. Dintre aceștia, Tudor Cuceanu i se pare singurul suspect, deoarece fusese condamnat în 1967 la doi ani și jumătate de închisoare pentru furt; în prezent, acesta nu avea nicio ocupație, era divorțat și avea un copil.
Cercetările efectuate de miliție duc la descoperirea faptului că Glamnicu i-a trimis o sumă mare de bani lui Cuceanu, la Brașov. Milițienii bănuiesc că au prins firul unei rețele specializate în furtul de mașini. În fotografiile găsite la domiciliul suspectului apare și fata aflată în comă, precum și alți tineri. Mergând pe firul descoperit, Petria află că sâmbătă dimineață Cuceanu plecase împreună cu boxerul Dan Edu la Brașov, pentru a o lua de acolo pe Maria (fata aflată în comă). Milițienii se deplasează la domiciliul lui Dan Edu, iar bunicul acestuia (Ernest Maftei) identifică fata aflată în comă.
Între timp, cei doi fugari se îndreaptă cu o mașină furată spre Orșova, unde Cuceanu urma să primească 15.000 de lei prin poștă de la Glamnicu pentru a fugi peste graniță. Pe parcurs, între Cuceanu și Edu au loc mai multe conflicte, cel de-al doilea având mustrări de conștiință pentru ce a făcut și reproșându-și mereu faptul că Maria a murit din cauza lui (el nu aflase că fata a supraviețuit accidentului). Pe urmele lor se află maiorul Petria și lt. Vlahu, care primesc permanent informații de la organele de miliție de pe traseu care-i identificaseră pe fugari. Citind în Informația Bucureștiului că Maria este în viață, Dan Edu se ceartă cu prietenul său și pornește înapoi spre București. El se duce la spital să o vadă pe fată și se predă apoi miliției.
Ofițerii de miliție află că Glamnicu îi trimisese 15.000 de lei lui Cuceanu și încep să-l ancheteze, descoperind că mecanicul auto desfăcea în bucăți mașinile furate de tânăr și plasa piesele de schimb obținute astfel. Glamnicu este arestat. Petria și Vlahu se deplasează la Orșova, unde-l așteaptă pe tânăr să vină să-și ia banii trimiși pe numele său. După o urmărire, Cuceanu se răstoarnă cu un camion și apoi fură o mașină de miliție, accidentându-l pe Vlahu. El scapă de urmăritori și înscenează un accident, împingându-și mașina în Dunăre. Tânărul se întoarce în București pentru a se întâlni cu Glamnicu, la casa acestuia din Pipera. Petria îl aștepta acolo și îl prinde după o urmărire pe câmp și prin mlaștini. Cuceanu îl înjunghie însă pe maior, iar acesta din urmă îl urmărește și îl împușcă, după ce-l somase zadarnic să se oprească. În ultima scenă a filmului, maiorul rănit îi întinde o mână lui Cuceanu, salvându-l de la moartea prin înec în mlaștină.

## Distribuție
- Vladimir Găitan — lt. Ștefan Vlahu
- George Mihăiță — Tudor Cuceanu
- Ileana Popovici — Maria Antoniu, logodnica lui Dan Edu
- Dan Ivănesei — boxerul Dan Edu, prietenul lui Cuceanu
- Ștefan Mihăilescu-Brăila — Stan Glamnicu, proprietarul unui atelier auto
- Amza Pellea — lt. colonel de miliție
- Colea Răutu — colonel de miliție, comandantul Direcției Miliției Judiciare
- Sergiu Nicolaescu — maiorul Andrei Petria
- Elena Bodeanu — It. Irina Vasilescu, ofițer de securitate
- Ernest Maftei — bunicul lui Dan Edu, fost învățător
- Emil Hossu — lt. Nistor de la Direcția Judiciară
- Victor Mavrodineanu — boxerul Sava, prietenul lui Dan Edu
- Cezara Dafinescu — Lola, amanta lui Cuceanu
- Elena Dacian — Angela Sotiriu, soția lui Cuceanu
- Paul Nadolschi
- Corina Constantinescu — mama lui Cuceanu
- Alexandru Manea — antrenorul de box
- Pierre Gherase — medicul
- Andrei Codarcea — Ion Nedelcea, șofer la un SMT, fost pușcăriaș
- Dorin Dron — muncitorul silvic Ilie Antoniu, tatăl Mariei
- Alexandru Rioșanu — ofițer de miliție
- Florența Manea — Ioana, soția lui Vlahu
- Ioana Racoviță — fetița accidentată
- Aurel Grușevschi
- Nicu Constantinescu
- Mircea Pascu
- Nicolae Dide
- Sebastian Papaiani — reporter de ziar (nemenționat)

## Producție

### Scenariu
Scenariul filmului a fost scris de Dumitru Carabăț, după o idee a lui Sergiu Nicolaescu. Autorii scenariului au studiat câteva cazuri „mai deosebite” din arhiva Inspectoratului General al Miliției, care ar fi putut reprezenta punct de plecare pentru un film. Sursa scenariului a fost un dosar pus la dispoziția cineaștilor de colonelul de miliție Victor Beda.
Unii critici au acreditat ideea că acest film ar fi o comandă socială a Inspectoratului General al Miliției pentru a îmbunătăți imaginea instituției în rândul publicului. Ca și Viraj periculos (1983), și filmul Accident evidențiază existența unei părți bune în fiecare om, chiar și în criminali, și pledează pentru recuperarea infractorilor de către societate prin stimularea părții bune din viața acelui om. Într-o discuție cu Vlahu, maiorul Petria afirmă următoarele: „recuperarea depinde mai ales de simțul de răspundere socială și umană. Trebuie pornit de la fiecare caz în parte. Fiecare are în el ceva care-l poate face să redevină om”.
Un exemplu în acest sens este mâna salvatoare întinsă de către maiorul Petria în finalul filmului lui Tudor Cuceanu, prin care îl salvează de la înecul în mlaștină.

### Filmări
Filmul a intrat în faza de producție la 21 iunie 1976. Filmările au durat 40 de zile și au avut loc în perioada 1 august – 18 decembrie 1976, fiind realizate în colaborare cu Ministerul de Interne și Inspectoratul General al Miliției, după cum se menționează pe genericul de început. La realizarea filmului a colaborat pe post de consilier lt. colonelul de miliție Constantin Grădinaru. Filmul a fost realizat în studiourile Centrului de Producție Cinematografică București.
Regizorul Sergiu Nicolaescu a fost ajutat la coordonarea filmărilor de regizorul secund Gheorghe Constantinescu și asistenții de regie Alexandru Rioșanu și Dan Păduraru. Au colaborat cascadorii Aurel Grușevschi, Nicu Constantinescu, Mircea Pascu și Nicolae Dide. În acest film a debutat ca scenograf Dodu Bălășoiu, care va deveni unul dintre colaboratorii fideli ai regizorului.
Materialul filmat a fost vizionat la 27 decembrie 1976 de conducerea Consiliul Culturii și Educației Socialiste (C.C.E.S.), apoi la 12 ianuarie 1977 de Miu Dobrescu, președintele C.C.E.S., și la 26 ianuarie 1977 de „conducerea superioară” care a formulat „două observații”, solicitând introducerea unor postsincroane de dialog și realizarea unor tăieturi de montaj. Copia standard a fost finalizată la 30 decembrie 1976. Cheltuielile de producție s-au ridicat la suma de 2.765.000 lei.

## Continuare
Personajul Andrei Petria (interpretat de Sergiu Nicolaescu) din filmul Accident (1977) a fost preluat de scenariștii filmului Viraj periculos (1983), care l-au „avansat” de la gradul de maior în Direcția Circulație a Miliției la cel de colonel și i-au oferit sarcini noi de rezolvat.

## Recepție
Filmul Accident a fost vizionat de 2.913.093 de spectatori la cinematografele din România, după cum atestă o situație a numărului de spectatori înregistrat de filmele românești de la data premierei și până la data de 31 decembrie 2007 alcătuită de Centrul Național al Cinematografiei.
Într-un articol publicat în revista Cinema, Eva Sârbu evidenția calitățile filmului bazate pe stilul de lucru serios al regizorului. Ea scria că „«Accident» nu este cel mai bun film «de și cu Sergiu Nicolaescu». El este doar un film bun, și este bun exact pentru că este clădit pe coordonatele de bază ale autorului său: siguranță și seriozitate profesională, rigoare, o deplină stăpânire a mijloacelor cinematografice și o irezistibilă franchețe. Este un film care poate fi citit numai la suprafață sau și în profunzime. La suprafață este un palpitant film polițist. În profunzimea lui rulează umbra unui film tulburător despre delincvență”.
În Istoria filmului românesc (1897–2000) (Ed. Fundației Culturale Române, București, 2000), criticul Călin Căliman afirma că filmul Accident este un „accident”, „o poveste cu delincvenți – scrisă de Dumitru Carabăț – minată de «locuri comune», de interpretarea monocordă a lui Sergiu Nicolaescu însuși (în rol de maior), salvată doar de câțiva protagoniști, printre care Ștefan Mihăilescu-Brăila, Ernest Maftei, Corina Constantinescu, George Mihăiță”.
Criticul Tudor Caranfil a dat filmului o stea din cinci și a făcut următorul comentariu: „Maiorul Petria ia urma unui Opel roșu al cărui șofer își abandonează în comă victima, o tânără inocentă, fugind de la locul accidentului. În urma adâncirii anchetei se constată că nu e vorba de o întâmplare, ci de o adevărată bandă versată în hoția de mașini. Eveniment de circulație rutieră filmat regulamentar pe carosabil și învățături morale «socialmente utile» pe trotuare. «Ce detestați la delincvenți?» e întrebat eternul comisar al «mâinilor curate» de odinioară. «Lipsa de responsabilitate. Fiecare delict înseamnă o acțiune împotriva demnității umane!» – răspunde, ca la carte, omul miliției care, în final, îi întinde sportiv mâna inamicului său, criminalul, pentru a-l scoate din mlaștina care-l înghite simbolic. Intenția cineastului este, pe de altă parte, să refacă tandemul din «Reconstituirea», utilizându-l, ce-i drept, în locul lui Vladimir Găitan, căruia îi rezervă un rol de polițist luminat, pe necunoscutul Dan Ivănesei, fără prezență și viitor în cinematograf, căruia complicitatea lui George Mihăiță nu-i poate da mai mult relief. Filmul e penibil (sc. și dialog Dumitru Carabăț, după o idee de Nicolaescu) și poate că realizatorul simte asta când astupă gura comisarului cu următoarea replică proverbială: «Aș vrea să spun ceva foarte înțelept. Dar nu găsesc!» Scuza autorului filmului sună de parcă publicului i-ar fi adresat-o!”
Jurnalistul Cristian Tudor Popescu, doctor în cinematografie și profesor asociat la UNATC, considera Accident drept un „film de actualitate”, realizat potrivit indicațiilor lui Nicolae Ceaușescu. Potrivit lui, acțiunea s-ar petrece într-„un univers fictiv, o Românie paralelă”.